# Valby Boldklub af 1912
Valby Boldklub af 1912 (eller Valby BK) er en dansk fodboldklub beliggende i Sydhavnen, København. Klubben blev stiftet maj 1912. Klubbens førstehold spiller i Serie 2, mens andetholdet spiller i Serie 3. Klubben spiller sine hjemmekampe i Valby Idrætspark. Valby BK har et klubhus beliggende i Valby Idrætspark nær bane 25 og 24.

## Historie

### Klubben
I maj 1912 på et møde i en iskagebod på Søndre Boulevard, blev “Boldklubben af 1912” (senere Valby Boldklub af 1912) stiftet af nogle utilfredse tidligere Frem-spillere. Klubben startede med hjemmebane på Vesterbro, men efter kort tid flyttede til Valby Fælled og blev medlem af Valby Boldspil-Union (VBU). I 1924 skiftede klubben navn til Valby Boldklub af 1912 efter KBU opfordrede klubber til at ikke inkludere årstal i deres navn. I 1969 blev klubbens første fanklub oprettet. Fanklubben hed/hedder Zebraklubben, fordi klubben spillede dengang i sort og hvidt.

### Klubbens første klubhus
Klubbens første klubhus blev bygget i Københavns Idrætspark. Byggeriet startede i 1972, men blev færdig i 1973. Klubhuset blev indviet i maj 1973.